# Nanorana feae
Nanorana feae är en groddjursart som först beskrevs av George Albert Boulenger 1887.  Nanorana feae ingår i släktet Nanorana och familjen Dicroglossidae. Inga underarter finns listade i Catalogue of Life.
Arten är känd från en mindre kullig region i norra Myanmar. Dessutom registrerades några exemplar i provinsen Yunnan i Kina. Ibland listas populationen som synonym till Nanorana yunnanensis. Troligtvis lever individerna liksom andra släktmedlemmar i och intill vattendrag i skogar.
Möjliga hot och populationens storlek är inte kända. IUCN kategoriserar arten globalt som otillräckligt studerad.